# خاطرات یک خبرنگار
خاطرات یک خبرنگار یک مجموعه تلویزیونی ۵۰ دقیقه ای در ۷ قسمت محصول سال ۱۳۷۷ به کارگردانی رسول صدرعاملی، نویسندگی و تهیه‌کنندگی می‌باشد که از شبکه پخش شد. تصویربرداری این سریال از اول آبان ۱۳۷۵ در فرانسه شروع شد.

## خلاصه داستان
داستان مجموعه دربارهٔ خبرنگاری است که برای پیداکردن خلبانی که روح الله خمینی را تا ایران همراهی کرده بود به فرانسه می‌رود…

## بازیگران
- داوود رشیدی
- ذکریا هاشمی
- فرهاد اصلانی

## عوامل تولید
- کارگردان: رسول صدرعاملی
- نویسندگان: فریدون جیرانی - رسول صدرعاملی
- مدیر تصویربرداری: فرهاد صبا
- صدابردار: مجتبی مرتضوی
- دستیار تولید: مجید معافی
- مجری طرح: محمد مهدی عسگرپور
- تهیه‌کننده: سیمافیلم